# David Cervelló
David Cervelló (Barcelona, 22 de febrero de 1977) es un actor cómico y guionista español.

## Carrera

### Televisión
- 2010 Crackovia (telemadrid, Aragón TV)
- 2015 Déu n'hi dron (8tv)

### Radio(Locucutor y actor de voz)
- 2002-2007 Imitaciones y guiones en "Si amanece, nos vamos" Cadena SER, con Roberto Sánchez.
- 2005,06 Hoy por hoy (verano) - Con la sección de humor "En tiempo real" en el programa de Miguel Ángel Olvier.
- 2007 Hoy por hoy (verano) - Sección de humor en el programa de Pedro Blanco.
- 2007 Fora de joc (Ona FM) - imitaciones.
- 2007-08 "Alguna pregunta més?" de El matí de Catalunya radio (Antoni Bassas).
- 2008-2010 "La rabiosa actualidad", sección de humor de "Julia en la Onda" Onda Cero.
- 2011-2012 "Si amanece, nos vamos" Cadena SER
- 2012-2014 "La rabiosa actualidad", sección de humor de "Julia en la Onda" Onda Cero.
- 2014 La Ventana (verano) - sección de humor "el recreo" Cadena SER
- 2015 y 2016 "Fem l'agost" (Onda Cero Catalunya) Director y presentador del magazine de 19h a 23:30 de verano.
- 2016-2019 "Pares y nones" (Onda Cero) Colaborador, guionista, cómico, imitaciones y personajes.
- 2016-2017 "Els 5 sentits" (Onda Cero Catalunya) Director y presentador
- 2016-2019 "Nits de Ràdio" (Onda Cero Catalunya) Coordinador y copresentador
- 2020 "Julia en la Onda" (Onda Cero Catalunya) Guionista colaborador de la sección "Persona Física"
- 2020-Actualmente "Nits de Ràdio" (Onda Cero Catalunya) Director y presentador